# Gewog di Goenkaatoe
Il gewog di Goenkaatoe è uno dei quattro raggruppamenti di villaggi del distretto di Gasa, nella regione Centrale, in Bhutan.